# Alive (EP)
Alive ist die vierte koreanische EP der südkoreanischen Boyband Big Bang. Die EP erschien am 29. Februar 2012 über das Label YG Entertainment. Die EP wurde Anfang Juni 2012 unter dem Namen Still Alive wiederveröffentlicht.

## Hintergrund
Ende Januar 2012 wurde Alive angekündigt und die Titelliste veröffentlicht. Anfang Februar kündigte YG Entertainment Big Bangs erste Welttournee Alive Galaxy Tour an. Die erste Single des Albums, Blue erschien Ende Februar und konnte sich auf der eins der Südkoreanischen Singlecharts platzieren.
Die zweite Single Bad Boy und die EP erschienen zeitgleich am 29. Februar 2012. Anfang März erschien die letzte Single Fantastic Baby. Anfang Juni wurde die EP unter dem Namen Still Alive Wiederveröffentlicht.

## Rezeption
Fuse TV setzte Alive als einziges, nicht englischsprachiges auf ihre Liste der besten Alben des Jahres 2012.

## Kommerzieller Erfolg
Alive war die erste EP bzw. das erste Album, welches sich in den US-amerikanischen Billboard 200 platzieren konnte. Es konnte sich rund 4.000 in den USA verkaufen. Außerdem konnten sich fünf Lieder in den Top 10 der Billboard's K-Pop Hot 100 platzieren.
In Südkorea konnten Alive und Still Alive beide auf die eins der Gaon Charts einsteigen. Die Lieder der EP konnten sich insgesamt über 24 Millionen Mal verkaufen.

## Titelliste
| Nr.          | Titel                                | Text                   | Musik                      | Länge |
| ------------ | ------------------------------------ | ---------------------- | -------------------------- | ----- |
| 1.           | Intro (Alive)                        | G-Dragon, Teddy, T.O.P | Dee.P, G-Dragon, Teddy     | 0:48  |
| 2.           | Blue                                 | G-Dragon, Teddy, T.O.P | Teddy, G-Dragon            | 3:53  |
| 3.           | Love Dust (사랑먼지; Sarangmeonji)   | G-Dragon, Teddy, T.O.P | G-Dragon, Teddy            | 3:52  |
| 4.           | Bad Boy                              | G-Dragon, T.O.P        | G-Dragon, Choice37         | 3:57  |
| 5.           | Ain't No Fun (재미없어; Jaemieobseo) | G-Dragon, T.O.P        | G-Dragon, D.J Murf, Peejay | 3:42  |
| 6.           | Fantastic Baby                       | G-Dragon, T.O.P, Teddy | G-Dragon, Teddy            | 3:51  |
| 7.           | Wings (날개; Nalgae; Daesung solo)   | G-Dragon, Daesung      | G-Dragon, Choi Pil-kang    | 3:43  |
| Gesamtlänge: | Gesamtlänge:                         | Gesamtlänge:           | Gesamtlänge:               | 23:41 |

| \| Nr. \| Titel \| Text \| Musik \| Länge \| \| ------------ \| ------------------------------------------- \| ---------------------- \| ---------------------------------------- \| ----- \| \| 1. \| Still Alive \| G-Dragon, Teddy, T.O.P \| Dee.P, G-Dragon, Teddy \| 3:18 \| \| 2. \| Monster \| G-Dragon, T.O.P \| G-Dragon, Choi Pil-kang \| 3:51 \| \| 3. \| Feeling \| G-Dragon, T.O.P \| Boys Noize, G-Dragon, T.O.P \| 3:55 \| \| 4. \| Fantastic Baby \| G-Dragon, T.O.P, Teddy \| G-Dragon, Teddy \| 3:52 \| \| 5. \| Bad Boy \| G-Dragon, T.O.P \| G-Dragon, Choice37 \| 3:58 \| \| 6. \| Blue \| G-Dragon, Teddy, T.O.P \| Teddy, G-Dragon \| 3:55 \| \| 7. \| Bingle Bingle (빙글빙글; Binggeul Binggeul) \| G-Dragon, Daesung \| Teddy, G-Dragon, Seo Won-jin \| 3:00 \| \| 8. \| Ego \| G-Dragon, T.O.P \| G-Dragon, Ham Seung-cheon, Kang Wook-jin \| 3:25 \| \| 9. \| Love Dust (사랑먼지; Sarangmeonji) \| G-Dragon, Teddy, T.O.P \| G-Dragon, Teddy \| 3:51 \| \| Gesamtlänge: \| Gesamtlänge: \| Gesamtlänge: \| Gesamtlänge: \| 32:45 \| |                                             |                        |                                          |       |
| Nr. | Titel                                       | Text                   | Musik                                    | Länge |
| 1. | Still Alive                                 | G-Dragon, Teddy, T.O.P | Dee.P, G-Dragon, Teddy                   | 3:18  |
| 2. | Monster                                     | G-Dragon, T.O.P        | G-Dragon, Choi Pil-kang                  | 3:51  |
| 3. | Feeling                                     | G-Dragon, T.O.P        | Boys Noize, G-Dragon, T.O.P              | 3:55  |
| 4. | Fantastic Baby                              | G-Dragon, T.O.P, Teddy | G-Dragon, Teddy                          | 3:52  |
| 5. | Bad Boy                                     | G-Dragon, T.O.P        | G-Dragon, Choice37                       | 3:58  |
| 6. | Blue                                        | G-Dragon, Teddy, T.O.P | Teddy, G-Dragon                          | 3:55  |
| 7. | Bingle Bingle (빙글빙글; Binggeul Binggeul) | G-Dragon, Daesung      | Teddy, G-Dragon, Seo Won-jin             | 3:00  |
| 8. | Ego                                         | G-Dragon, T.O.P        | G-Dragon, Ham Seung-cheon, Kang Wook-jin | 3:25  |
| 9. | Love Dust (사랑먼지; Sarangmeonji)          | G-Dragon, Teddy, T.O.P | G-Dragon, Teddy                          | 3:51  |
| Gesamtlänge: | Gesamtlänge:                                | Gesamtlänge:           | Gesamtlänge:                             | 32:45 |

### Charts und Chartplatzierungen
Alive
| ChartsChartplatzierungen       | Höchstplatzierung | Wochen |
| ------------------------------ | ----------------- | ------ |
| Südkorea (KMCA)                | 1 (66 Wo.)        | 66     |
| Vereinigte Staaten (Billboard) | 150 (1 Wo.)       | 1      |

| ChartsJahrescharts (2012) | Platzierung |
| ------------------------- | ----------- |
| Südkorea (KMCA)           | 2           |

Still Alive
| ChartsChartplatzierungen | Höchstplatzierung | Wochen |
| ------------------------ | ----------------- | ------ |
| Südkorea (KMCA)          | 1 (103 Wo.)       | 103    |

| ChartsJahrescharts (2012) | Platzierung |
| ------------------------- | ----------- |
| Südkorea (KMCA)           | 6           |

| ChartsJahrescharts (2013) | Platzierung |
| ------------------------- | ----------- |
| Südkorea (KMCA)           | 91          |